# La Velocidad de la Luz Tour
La Velocidad de la Luz Tour fue una gira musical de la banda chilena Los Bunkers para promover su séptimo álbum de estudio La velocidad de la luz, lanzado en mayo de 2013. El tour empezó el 26 de julio de 2013 en la Ciudad de México y contó con una gira de verano realizada en su país natal donde la mayoría de los eventos fueron gratuitos, presentándose en 25 ciudades y reuniendo aproximadamente 700.000 espectadores. La última fecha de la gira fue en el Vive Latino donde previamente habían anunciado que sería su última presentación en vivo para luego tomarse un receso indefinido.

## Músicos invitados
- Carlos Cabezas (Movistar Arena, Santiago)
- Carlos Fábres (Movistar Arena, Santiago)
- Los Jaivas (Estadio Germán Becker, Temuco)

## Lista de canciones
| Teatro Metropólitan, México. |
| --- |
| 1. Desperdíciame 2. Sábado 3. Llueve sobre la ciudad 4. Yo sembré mis penas de amor en tu jardín 5. Una nube cuelga sobre mí 6. Tú 7. Sur 8. Si estas pensando mal de mí 9. Pobre corazón 10. Deudas 11. Ángel para un final (Silvio Rodríguez) 12. Siniestra 13. No 14. El día que dejaste de fingir 15. Que ya viví, que te vas (Silvio Rodríguez) 16. Ahora que no estás 17. La velocidad de la luz 18. Quién fuera (Silvio Rodríguez) 19. Las cosas que cambié y dejé por ti 20. Nada nuevo bajo el sol 21. Te vistes y te vas 22. Miéntele 23. La estación final 24. La maldición de mi país 25. Canción para mañana 26. Santiago de Chile (Silvio Rodríguez) 27. Bailando solo 28. No me hables de sufrir 29. Miño 30. Ven aquí 31. El necio (Silvio Rodríguez) |

| Movistar Arena, Chile. |
| --- |
| 1. Desperdíciame 2. Sábado 3. Llueve sobre la ciudad 4. Yo sembré mis penas de amor en tu jardín 5. Una nube cuelga sobre mí 6. Tú 7. Sur 8. Si estas pensando mal de mí 9. Pobre corazón 10. Deudas 11. Cura de espanto 12. No necesito pensar 13. Ángel para un final (Silvio Rodríguez) 14. Siniestra 15. No 16. El día que dejaste de fingir 17. Que ya viví, que te vas (Silvio Rodríguez) 18. Ahora que no estás 19. La velocidad de la luz 20. Dulce final 21. Quién fuera (Silvio Rodríguez) 22. Las cosas que cambié y dejé por ti 23. Te vistes y te vas 24. Miéntele 25. Nada nuevo bajo el sol 26. La estación final 27. La maldición de mi país 28. La exiliada del sur (Violeta Parra/Patricio Manns) 29. Oiga pues mijita (Víctor Jara) 30. Canción para mañana 31. Santiago de Chile (Silvio Rodríguez) 32. Bailando solo 33. No me hables de sufrir 34. Miño 35. Ven aquí 36. El necio (Silvio Rodríguez) |

## Shows

### 2013
| Fecha            | Ciudad         | Lugar                          | Notas                                                 |
| ---------------- | -------------- | ------------------------------ | ----------------------------------------------------- |
| México           |                |                                |                                                       |
| 26 de julio      | México, D.F.   | Teatro Metropólitan            |                                                       |
| Chile            |                |                                |                                                       |
| 31 de julio      | Santiago       | Metro Baquedano                | Concierto especial realizado en el Metro de Santiago. |
| 2 de agosto      | Santiago       | Movistar Arena                 |                                                       |
| 10 de agosto     | Concepción     | SurActivo                      |                                                       |
| México           |                |                                |                                                       |
| 18 de agosto     | Querétaro      | Plaza Santa María              | Festival Manceba                                      |
| 5 de septiembre  | Hidalgo        | Teatro del Pueblo              | Feria San Francisco Pachuca 2013                      |
| Colombia         |                |                                |                                                       |
| 12 de septiembre | Bogotá         | La Puerta Grande               | 3.er aniversario de la Revista Metrónomo              |
| Chile            |                |                                |                                                       |
| 17 de septiembre | Maipú          | Piscina Municipal de Maipú     | Fiesta de la Nueva Chilenidad                         |
| 18 de septiembre | Santiago       | Matucana 100                   | Fonda de Radio Uno                                    |
| 19 de septiembre | Santiago       | Matucana 100                   | Fonda de Radio Uno                                    |
| 20 de septiembre | Santiago       | Matucana 100                   | Fonda de Radio Uno                                    |
| 21 de septiembre | Santiago       | Matucana 100                   | Fonda de Radio Uno                                    |
| México           |                |                                |                                                       |
| 26 de septiembre | Juárez         | Centro Cultural Paso del Norte |                                                       |
| 27 de septiembre | Toluca         | Urban Bar Club                 |                                                       |
| 1 de noviembre   | Valle de Bravo | Jardín principal               | Festival de las almas                                 |
| 8 de noviembre   | Puebla         | Teatro de La Paz               |                                                       |
| 10 de noviembre  | Guadalajara    | Plaza de la Liberación         | Festival GDL Joven                                    |
| Chile            |                |                                |                                                       |
| 16 de noviembre  | Santiago       | Teatro Caupolicán              | XI Interescolar de Bandas AIEP                        |
| 18 de noviembre  | Talca          | Teatro Regional del Maule      |                                                       |
| 19 de noviembre  | Temuco         | Gimnasio Olímpico UFRO         |                                                       |
| 21 de noviembre  | Santiago       | Bar Liguria                    |                                                       |
| 23 de noviembre  | Pudahuel       | Espacio Broadway               | Festival Primavera Fauna                              |
| México           |                |                                |                                                       |
| 6 de diciembre   | Tijuana        | Black Box                      |                                                       |
| 8 de diciembre   | México D.F.    | Teatro de la Ciudad de México  |                                                       |
| 15 de diciembre  | México D.F.    | Foro de las artes              | Indie Fest 2013                                       |
| 20 de diciembre  | Acolman        |                                | Feria de la Piñata 2013                               |

### 2014
| Fecha         | Ciudad             | Lugar                   | Notas                                                  |
| ------------- | ------------------ | ----------------------- | ------------------------------------------------------ |
| Chile         |                    |                         |                                                        |
| 11 de enero   | Angostura de Paine | Casino Monticello       | Arena Monticello                                       |
| 18 de enero   | Angol              | Gimnasio Municipal      | 31° Festival de Brotes de Chile                        |
| 23 de enero   | Olmué              | Parque El Patagual      | XLV Festival del Huaso de Olmué                        |
| 24 de enero   | Talagante          | Parque Octavio Leiva    |                                                        |
| 25 de enero   | Toltén             |                         |                                                        |
| 28 de enero   | Cabrero            | Estadio Municipal       | Semana Cabrerina                                       |
| 31 de enero   | Purén              | Estadio Municipal       |                                                        |
| 1 de febrero  | Río Bueno          | Recinto Paperchase Club | Semana Riobuenina                                      |
| 6 de febrero  | Huasco             | Avenida Costanera       | Festival del Velero                                    |
| 7 de febrero  | La Serena          | Playa El Faro           | V Festival de la Canción de La Serena                  |
| 8 de febrero  | Chanco             |                         |                                                        |
| 9 de febrero  | Concepción         | Parque Ecuador          | 50.ª edición de la Feria Internacional de Arte Popular |
| 11 de febrero | Castro             |                         | Fiesta aniversario de la ciudad                        |
| 12 de febrero | Los Lagos          | Plaza de Armas          |                                                        |
| 13 de febrero | Chiguayante        | Estadio Municipal       |                                                        |
| 14 de febrero | Viña del Mar       | Avenida Perú            | Mitsubishi Summer                                      |
| 15 de febrero | Talca              | Balneario Río Claro     | Semana de la Independencia                             |
| 20 de febrero | Nueva Imperial     |                         | V Festival Voces del Sur                               |
| 21 de febrero | Mulchén            | Sector Balneario        |                                                        |
| 22 de febrero | Monte Patria       | Las Ruinas              | XIII Festival Anatauma Kullkutaya                      |
| 25 de febrero | Los Ángeles        | Estadio Municipal       |                                                        |
| 27 de febrero | Valparaíso         | Muelle Barón            | Encuentro al atardecer PUCV 2014                       |
| 28 de febrero | Temuco             | Estadio Germán Becker   | Fiesta aniversario de la ciudad                        |
| 5 de marzo    | Santiago           | Bar Catedral            |                                                        |
| 7 de marzo    | San Felipe         | Estadio Municipal       | Festival Palmenia Pizarro                              |
| México        |                    |                         |                                                        |
| 22 de marzo   | Pachuca            | Parque David Ben Gurión | Corona Music Fest                                      |
| 27 de marzo   | México D.F.        | Foro Sol                | Vive Latino                                            |

## Conciertos cancelados
| Fecha           | Ciudad, País            | Lugar                            | Motivo                |
| --------------- | ----------------------- | -------------------------------- | --------------------- |
| 12 de agosto    | Guadalajara, México     | Plaza de la Liberación (1)       | Suspendido por lluvia |
| 29 de noviembre | San Luis Potosí, México | Plaza de Toros "El Paseo" (2)    | Cancelado             |
| 30 de noviembre | Naucalpan, México       | Estadio José Ortega Martínez (3) | Cancelado             |
| 8 de marzo      | San Javier, Chile       | Estadio Alfonso Escobar (4)      | Suspendido por lluvia |

Notas
(1) Este concierto iba a ser parte del Festival GDL Joven.

(2) Este concierto iba a ser compartido junto a Kinky y Sussie DJ Set.

(3) Este concierto iba a ser parte del Rock en la Escuela.

(4) Este concierto iba a ser parte del XIV Festival de San Javier.

## Recaudaciones
La lista mostrada a continuación, presenta todos los datos referentes de algunos conciertos de la gira en ciertas fechas:
| Lugar                         | Ciudad            | Entradas vendidas / disponibles |
| ----------------------------- | ----------------- | ------------------------------- |
| Teatro Metropólitan           | Ciudad de México  | 3 153 / 3 153 (100%)            |
| Movistar Arena                | Santiago de Chile | 15 000 / 15 000 (100%)          |
| SurActivo                     | Concepción        | 10 000 / 10 000 (100%)          |
| Teatro Regional del Maule     | Talca             | 1 060 / 1 060 (100%)            |
| Gimnasio Olímpico UFRO        | Temuco            | 3 000 / 3 000 (100%)            |
| Teatro de la Ciudad de México | Ciudad de México  | 1 332 / 1 332 (100%)            |
| Bar Catedral                  | Santiago de Chile | 300 / 300 (100%)                |